# Харрисон, Рэйчел
Рэйчел Харрисон (англ. Rachel Harrison; род. 1966, живёт и работает в Нью-Йорке) — современная художница, скульптор.

## Творчество
Скульптуры Рэйчел Харрисон как правило ярко окрашены, имеют аморфный силуэт и неоднозначны по содержанию. Множество предметов, такие как, например, журналы о знаменитостях, искусственные фрукты, манекены, чучела животных и растения, сплавляются в странные ассамбляжи. Она смешивает абстракцию и фигуративное, биоморфное с архитектурным, реди-мейд со сделанным вручную. На персональной выставке If I Did It в 2007 году, Харрисон выставила девять скульптур и 57 портретов. Название серии связано с The Voyage of the Beagle, путевым журналом Дарвина. Девять скульптур на выставке названы в честь известных мужчин: Александр Великий, Джонни Депп, Фэтс Домино, Рейнер Вернер Фассбиндер, Ал Гор, Джон Локк, Паскуале Паоли, Клод Леви-Строс, Америго Веспуччи, Тайгер Вудс. Этот анти-героический мемориал — своеобразное выражение феминизма Харрисон и анализ культурного контекста, в котором герои пришли к славе.

## Персональные выставки
- 2007 «If I Did It», Greene Naftali, Нью-Йорк
- 2004 San Francisco MoMA, Сан-Франциско, Калифорния
- 2004 Posh Floored as Ali G Tackles Beck, Arndt & Partner, Берлин
- 2004 Posh Floored as Ali G Tackles Beck, Camden Arts Centre, Лондон
- 2004 Latka/Latkas, Greene Naftali, Нью-Йорк
- 2003 Kunsthall No 5, Bergen, Норвегия
- 2002 Currents 30: Rachel Harrison, Milwaukee Art Museum, Милуоки, США
- 2002 Brides and Bases, Oakville Gallery, Oakville, Канада
- 2002 Seven Sculptures, Arndt & Partner, Берлин
- 2001 Perth Amboy, Greene Naftali Gallery, Нью-Йорк
- 1999 Patent Pending: Beveled Rasp Sac, Greene Naftali Gallery, Нью-Йорк
- 1997 The Look of Dress-Separates, Greene Naftali Gallery, Нью-Йорк
- 1996 Should home windows or shutters be required to withstand a direct hit from an eight-foot-

long two-by-four shot from a cannon at 34 miles an hour, without creating a hole big
enough to let through a three-inch sphere?, Arena Gallery, Бруклин, Нью-Йорк